# 陈家嘴镇
陈家嘴镇，是中华人民共和国湖南省常德市安乡县下辖的一个乡镇级行政单位。

## 行政区划
陈家嘴镇下辖以下地区：
朝阳社区、仁寿村、六角尾村、汉兴村、洪山村、百福村、双喜村、永兴村、梅宝孚村、南山村、三湖村、常福村、连城村、沙河口村、联盟村和门板洲村。